# Ramada (construcción)

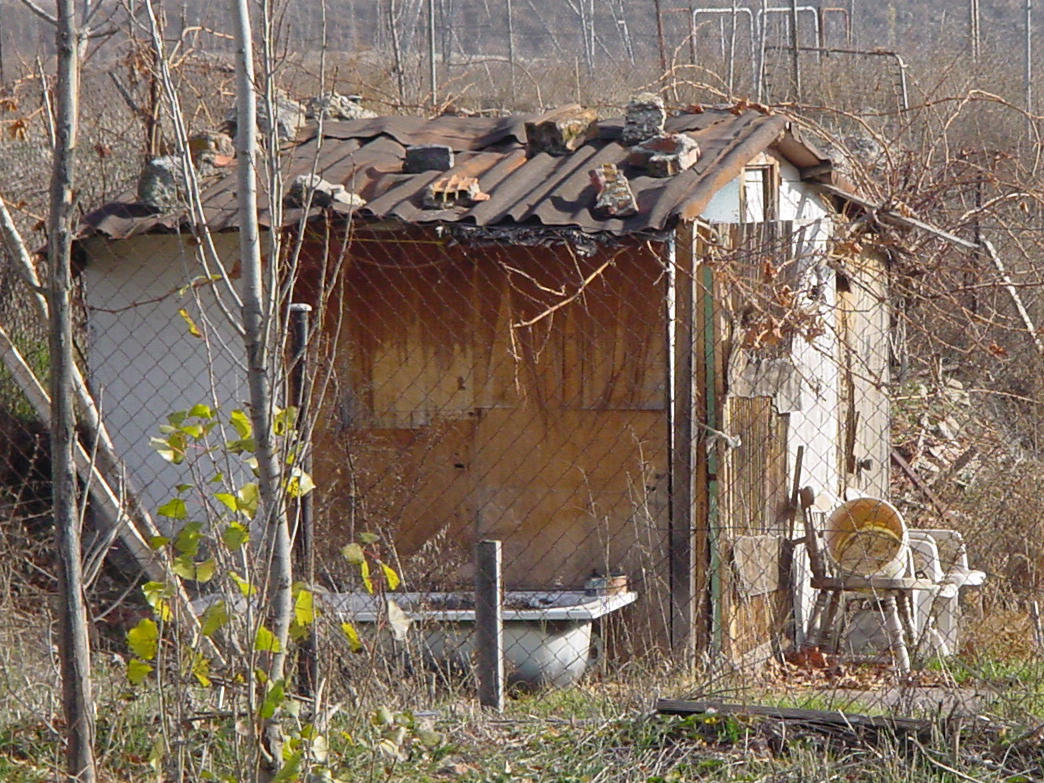
Una ramada en las cercanías de Manzanares.

Una ramada es una construcción rústica, temporal o permanente, que consiste en un techo sin paredes o con paredes incompletas y un piso de tierra afirmada, la cual se utiliza para resguardar objetos o personas del sol.
En tiempos pasados los techos estaban hechos de hojas de palmáceas, actualmente varían en
materiales entre el zinc y el fibrocemento.
Por lo general se construye a cierta distancia de un rancho, aunque también hay casos en que se construye adosada a una de sus paredes.